# Xenia Stad-de Jong

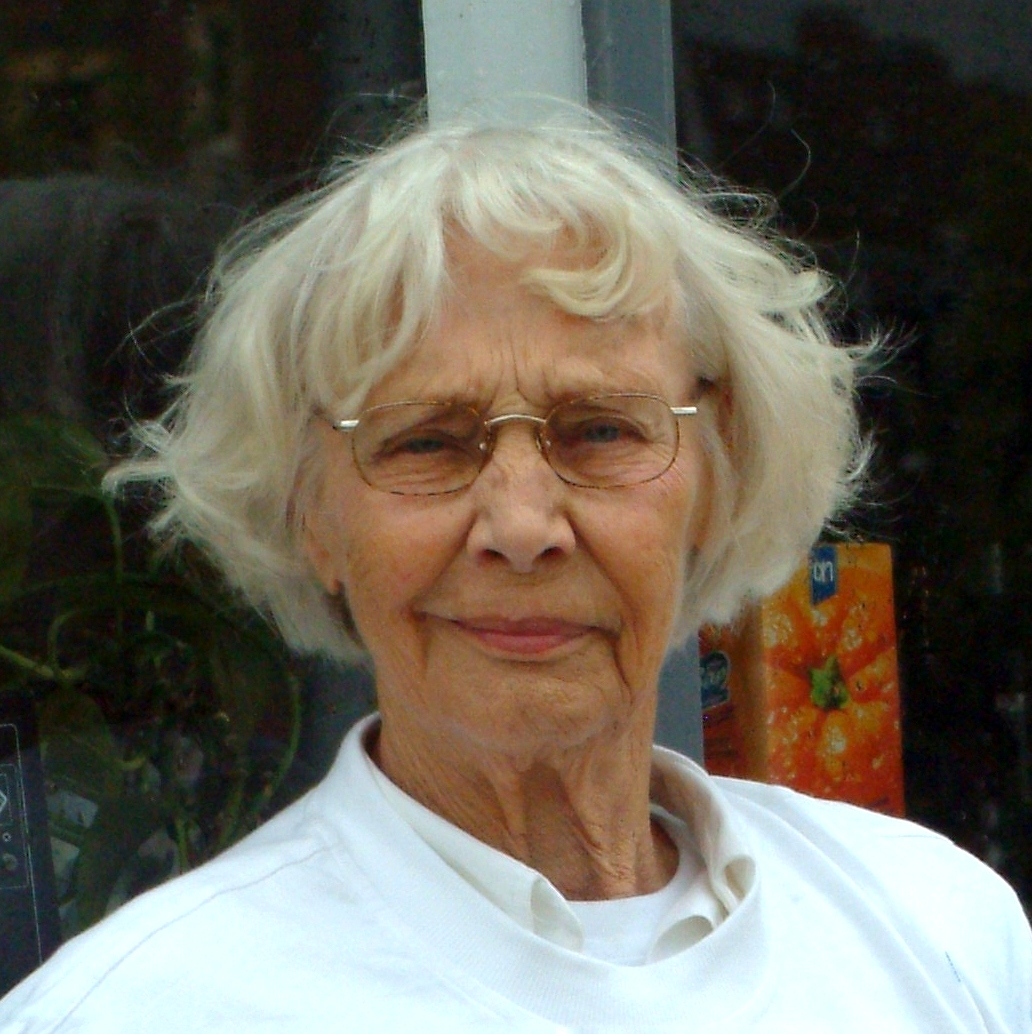
Xenia Stad-de Jong (2004)

Xenia Stad-de Jong (* 4. März 1922 in Semarang, Niederländisch-Indien; † 3. April 2012 in Zoetermeer)  war eine  niederländische Leichtathletin.

## Karriere
Ihren größten Erfolg feierte sie 1948 bei den Olympischen Spielen in London. Zusammen mit Nettie Witziers-Timmer, Gerda van der Kade-Koudijs und der Fliegenden Hausfrau Fanny Blankers-Koen wurde sie Olympiasiegerin im 4-mal-100-Meter-Staffelrennen. Sie nahm auch am Einzelrennen über 100 Meter teil. Dort schied sie im Halbfinale aus.
Zwei Jahre nach ihrem Olympiasieg wurde sie bei den Europameisterschaften 1950 in Brüssel als Mitglied der niederländischen 4-mal-100-Meter-Staffel Vizeeuropameisterin. 